# Замок Нойбург (Коблах)
Замок Нойбург (нем. Burgruine Neuburg) — руины средневекового замка недалеко от австрийской коммуны Коблах (федеральная земля Форарльберг); был возведён на вершине холма Инзельберг — впервые упоминается в документах в 1152 году как владение рода Вельфов. В 1191 году он стал владением рода Гогенштауфен, а 8 апреля 1363 года замок был приобретён Габсбургами. Во время Старой Цюрихской войны, в конце января 1445 года, у стен замка произошло сражение под Коблахом. В XV веке замок был расширен и перестроен — был покинут в 1744 году; продан в 1769 году.

## История
Замок Нойбург стоит на месте древнеримского почтового отделения «Clunia» — или в непосредственной близости от него. Замок впервые упоминается в 1152 году: в акте дарения от герцога Велфа VI. В 1191 году замок стал владением рода Гогенштауфен; после того как в 1254 году род Гогенштауфенов прервался, Нойбург стал императорским владением. 8 апреля 1363 года замок был приобретён Габсбургами: для Габсбургов Нойбург стал их первой собственностью в регионе Форарльберг. Они расширили замок до полноценной крепости и разместили в нём постоянный гарнизон.
В ходе Аппенцелльских войн замок был занят восставшими в 1407 году, но не получил значительных повреждений. Во время Старой Цюрихской войны, в конце января 1445 года, у стен замка произошло сражение под Коблахом. Замок был занят шведской армией без боя во время Тридцатилетней войны, 4 января 1647 года, но также не был разрушен. После этого Нойбург служил в качестве казармы и армейского арсенала; его гарнизон насчитывал около 90 человек. В 1744 году гарнизон был переведён в город Брегенц и замок стал использоваться как тюрьма. В 1767 году заброшенный замок был продан с аукциона и стал использоваться местными жителями как источник камня. Реставрационные работы начались во второй половине XX века, после того как община Коблах приобрела руины.